# جولیانا تایمورازی
جولیانا تایمورازی (به سریانی کلاسیک: ܓ̰ܘܠܝܢܐ ܬܡܪ̈ܙܐ؛ زادهٔ ۱۹۷۳) فعال آشوری آمریکایی اهل ایران است. او بنیانگذار و رئیس فعلی شورای امداد مسیحیان عراق است، سمتی که از زمان تأسیس آن در سال ۲۰۰۷ تاکنون بر عهده داشته است. وی از سال ۲۰۱۵ تا ۲۰۲۰، عضو ارشد پروژه فیلوس، سازمانی که هدف آن افزایش مشارکت مسیحیان در خاورمیانه است، بود. تایمورازی هنگامی که خانواده‌اش در سال ۱۹۸۹ ایران را ترک کردند، پناهنده شد و متعاقباً در سن ۱۷ سالگی در سال ۱۹۹۰ در ایالات متحده آمریکا پناهندگی گرفت. او نامزد جایزه صلح نوبل در سال ۲۰۲۱ بود.

## سال‌های نخستین زندگی
جولیانا تیمورازی در سال ۱۹۷۳ در ایران و در خانواده‌ای آشوری متولد شد. پدربزرگ او قربانی نسل‌کشی آشوری‌ها بود که در اردوگاه مرگ کشته شد و دو نفر از عمه‌های بزرگش در جریان نسل‌کشی توسط جنگجویان کرد مورد تجاوز قرار گرفته و کشته شدند.
تیمورازی با علاقه زندگی خود را قبل از انقلاب ۱۳۵۷ به عنوان دورانی توصیف می‌کند که آزادی مذهبی و فرهنگی به آشوریان اعطا شد. او در زمان انقلاب شش ساله بود. پس از آن، موارد متعددی از تبعیض نهادی و اجتماعی را تجربه کرد. در مدرسه، اغلب به او گفته می‌شد که به خاطر ایمان مسیحی‌اش در جهنم خواهد سوخت. سایر دانش‌آموزان اغلب سعی می‌کردند او را مجبور به خواندن شهادتین کنند، که او از این کار امتناع می‌کرد. کمی پس از انقلاب به مادرش گفته شد که: «خواهیم دید حالا که پدرت، حامی‌ات، رفته است، با تو چه خواهیم کرد.»
والدین تیمورازی با این باور که دخترشان در کشوری که به خاطر آشوری بودن، مسیحی بودن و زن بودنش علیه او تبعیض قائل می‌شود، آینده‌ای ندارد، در نهایت تصمیم گرفتند او را در سن ۱۷ سالگی به صورت قاچاقی از ایران خارج کنند. والدینش برای جلوگیری از تمسخر به خاطر فرار از کشور، شروع به فروش دارایی‌های خود تحت عنوان تأمین مالی ساخت خانه‌ای جدید در خارج از تهران کردند. آنها در واقع برای انتقال تیمورازی به خارج از کشور پول جمع می‌کردند که شامل هزینه پرداخت به قاچاقچیان و هتلی برای اقامت شش‌ماهه در مدت سازماندهی قاچاق می‌شد. در مجموع، ۲۵٬۰۰۰ دلار برای این کار هزینه شد. پس از پیدا کردن یک قاچاقچی، تیمورازی از ایران به سوئیس و سپس از سوئیس به آلمان رفت. او سرانجام در سال ۱۹۹۰ در ایالات متحده مستقر شد.
گذشته از انگلیسی، تیمورازی به زبان‌های آشوری و فارسی نیز مسلط است. او در دانشگاه نورث ایسترن ایلینوی تحصیل کرده است.

## فعالیت‌ها
به دلیل آزار و اذیت بیشتر آشوریان در پی حمله ایالات متحده به عراق، تیمورازی در سال ۲۰۰۶ داوطلبانه با خیریه‌های کاتولیک همکاری کرد تا زنان جوان آشوری را که از عراق به ایالات متحده آمده بودند، راهنمایی کند.
تیمورازی در سال ۲۰۰۷ پس از آنکه کاردینال وقت فرانسیس جورج از شیکاگو به او گفت که این وظیفه اوست، تصمیم گرفت شورای امداد مسیحیان عراق (ICRC) را تأسیس کند. جورج به او گفت: «شما باید سازمانی را راه‌اندازی کنید که آگاهی آمریکایی‌ها را در مورد اینکه مسیحیان عراق چه کسانی هستند، افزایش دهد.» تیمورازی، به همراه بسیاری از آشوری‌های ساکن عراق که با آنها صحبت کرده بود، از عدم حمایت کلیساهای غربی از مسیحیان آشوری نیز ناامید بودند. او سطح آگاهی از این مسائل را در میان کلیساهای غربی پایین اما به آرامی در حال بهبود توصیف کرده است.
به گفته تیمورازی، کمیته بین‌المللی صلیب سرخ در ابتدا تا زمان حمله داعش به سرزمین آشوریان در سال ۲۰۱۴ توجه زیادی از سوی مقامات آمریکایی دریافت نکرد. از زمان حمله، تیمورازی به دلیل افزایش بودجه و تبلیغات توانست کار کمیته بین‌المللی صلیب سرخ را به میزان قابل توجهی گسترش دهد. او ظهور رسانه‌های اجتماعی را عامل کلیدی در افزایش آگاهی آشوریان در سرزمین مادری‌شان می‌داند، هم با نشان دادن نیاز مبرمی که آنها دارند و هم با نشان دادن وحشیگری کسانی که آنها را آزار می‌دهند، مانند داعش.
تیمورازی اکنون به‌طور منظم به عراق سفر می‌کند و از آنجا برمی‌گردد. در ماموریت‌های بشردوستانه، و کمیته بین‌المللی صلیب سرخ به‌طور منظم کمک‌های بشردوستانه را از طریق انجمن کمک‌های آشوری و خواهران دومینیکن سنت کاترین سینا در شمال عراق به آشوریان در عراق توزیع می‌کند. در سال ۲۰۱۶، کمیته بین‌المللی صلیب سرخ به ۹۵٬۰۰۰ مسیحی آشوری در عراق کمک‌های بشردوستانه ارائه داد. او به عنوان عضو ارشد پروژه فیلوس، توانست کمپین نینوای دیجیتال آنها را نیز رهبری کند که بودجه‌ای را برای تهیه لپ‌تاپ برای دانش‌آموزان آشوری در دشت‌های نینوا جمع‌آوری کرد.
تیمورازی همچنین با نمایندگان مجلس عراق برای بحث در مورد ایجاد یک استان مسیحی در عراق دیدار کرده است. او همچنین این موضوع را با چهره‌های رسانه‌ای نیز در میان گذاشت، از جمله مصاحبه‌ای با تاکر کارلسن در برنامه امشب تاکر کارلسون.
در سال ۲۰۱۷، تیمورازی از همه‌پرسی استقلال دولت اقلیم کردستان عراق به دلیل تأثیر منفی آن بر جمعیت آشوری منطقه و همچنین تهدیدات خشونت‌آمیز ناشی از آن انتقاد کرد. دولت اقلیم کردستان علیه آشوری‌هایی که به همه‌پرسی اعتراض کردند.
تیمورازی همچنین دولت ترکیه را به دلیل امتناع از تحقیق در مورد ناپدید شدن زوج آشوری هرمز و شیمونی دیریل محکوم کرده است. جسد شیمونی بعداً در یک نهر کم‌عمق پیدا شد. تا به امروز، نه ناپدید شدن هرمز و نه مرگ شیمونی توسط مقامات مورد تحقیق قرار نگرفته است.
تیمورازی از تصویب قطعنامه ۵۳۷ مجلس نمایندگان حمایت کرده است که در صورت تصویب، ایالات متحده رسماً نسل‌کشی آشوریان را به رسمیت می‌شناسد.
در پاسخ به همه‌گیری کووید ۱۹، تیمورازی به همراه نمایندگان ۲۷ سازمان غیردولتی دیگر نامه مشترکی را امضا کرد که از مقامات عراقی و سازمان ملل متحد می‌خواست اقداماتی را با هدف جلوگیری از فاجعه انسانی و امنیتی در سنجار، تل‌عفر و دشت نینوا انجام دهند. او همچنین از راه‌اندازی کمپین نجات جان انسان‌ها خبر داد که در آن کمیته بین‌المللی صلیب سرخ متعهد به اهدای ۵٬۰۰۰ دلار برای ارائه ماسک برای کادر درمان در ایالات متحده برای مبارزه با این بیماری شرکت داشت.